# Abraxas placata
Abraxas placata är en fjärilsart som beskrevs av Inoue 1984. Abraxas placata ingår i släktet Abraxas och familjen mätare. Inga underarter finns listade i Catalogue of Life.